# 小行星9548
小行星9548（9548 Fortran）是一颗绕太阳运转的小行星，为主小行星带小行星。该小行星于1985年2月13日发现。

## 轨道参数
小行星9548的轨道半长轴为2.3764520 UA，离心率为0.241。